# Pigcawayan
Pigcawayan est une localité de la province de Cotabato, aux Philippines. En 2015, elle compte 66 796 habitants.